# Werner Drews (General)
Werner Willi Drews (* 16. März 1914 in Bannaskeim, Ostpreußen; † 23. November 1974 in Erftstadt-Lechenich) war ein deutscher Offizier, Oberstleutnant der Wehrmacht und zuletzt Generalmajor der Bundeswehr.

## Leben
Werner Drews trat 1932 in die Reichswehr ein. Er diente ab 1941 in unterschiedlichen Stabsfunktionen u. a. zu Kriegsende als Erster Generalstabsoffizier (Ia) in der 11. Panzer-Division. Als Oberstleutnant i. G. verbrachte Drews 3 Jahre in Kriegsgefangenschaft, verfasste für die Alliierten zwei German Military Studies und wurde 1948 aus der Kriegsgefangenschaft entlassen.
Von 1951 bis 1955 war er im Amt Blank angestellt und verantwortlich für die „Allgemeinen Wehrfragen“ und war seit 1952 enger Mitarbeiter von Wolf von Baudissin. Hier wurde er sehr aktiv bei der Unterstützung der Wehrpolitik der Bundesregierung und die Umsetzung der „Inneren Führung“. Seine Ernennung zum Oberst erfolgte 1955, gleichbedeutend mit der Übernahme in die Bundeswehr. Für zwei Jahre wurde er Leiter der Unterabteilung IV C zuständig für „Streitkräfte und Öffentlichkeit“ und „Grundlagen der Wehraufklärung und Freiwilligenwerbung“ im Führungsstab der Bundeswehr in Bonn. In dieser Funktion wurde er quasi Mentor von Karl-Christian Trentzsch und war in der Produktion und Vorführung des 1956 erschienenen Films Die Ersten Schritte, ein Film über die schwierige Gründungszeit der Bundeswehr, eingebunden. 1960 wurde er zum Brigadegeneral befördert. Es folgte seine Verwendung als Brigadekommandeur bei der Kampfgruppenschule II in Munster und ab 1964 war er, jetzt als Generalmajor, Kommandeur der 2. Panzergrenadierdivision in Kassel (1964–1967) sowie später Befehlshaber des Territorialkommando Süd (1969–1972). 1967 war er vom NATO-Rat zum „Assistant Director“ beim International Military Staff (IMS) in Brüssel gewählt worden. 1972 wurde er in den Ruhestand verabschiedet.
Mit den letzten Verwendungen galt er mit Werner Panitzki und Alfred Zerbel zu der „neuen Generation von Offizieren in Führungspositionen der Bundeswehr“. In der Bedeutung für den Aufbau der Bundeswehr wurde er mit Wolf von Baudissin gleichgesetzt, konnte aber wohl aufgrund der Entscheidung für Ulrich de Maizière zum Generalinspekteur der Bundeswehr keine höhere Position erreichen.
Drews wurde das Große Bundesverdienstkreuz (1972) verliehen.
Sein Sohn Rüdiger Drews (* 1942) ist ein ehemaliger Generalleutnant der Bundeswehr.

## Werke
- Operations of the 11th Panzer Division in Southern France, described by the division operations officer. MS # B-756, 1947, National Archives.
- Remarks Regarding the War History of the Seventh U.S. Army (15 Aug.–14 Sep. 1944). MS # A-881, 1950, National Archives.